# Johann Gottlob Horn (Historiker)
Johann Gottlob Horn (* 17. Dezember 1680 in Pulsnitz; † 13. Oktober 1754 in Moritzburg) war ein sächsischer Historiker.

## Leben
Horn absolvierte das Gymnasium in Bautzen, studierte anschließend Theologie und Philosophie an den Universitäten von Leipzig und Wittenberg. Nach dem Studium war er in verschiedenen Adelsfamilien als Hauslehrer und Hofmeister tätig.
Horn wurde am 19. Juni 1726 zum Mitglied der Preußischen Akademie der Wissenschaften gewählt. 1732 erfolgte seine Ernennung zum königlich polnischen und kurfürstlich sächsischen Hofhistoriografen. Er soll unter Depressionen und Wahnvorstellungen gelitten haben, weshalb er 1737 in das Zucht-, Armen- und Waisenhaus Waldheim eingewiesen wurde. Bereits 1738 wurde er wieder entlassen.
Horn lebte 1738 bis 1744 bei seiner Schwester in Meißen. Später erbte er von seinem Bruder ein Gut in Waldheim, auf dem er bis zu seinem Tod lebte. Auch nach seiner Entlassung soll er weiter von seiner Krankheit geprägt gewesen sein. Dennoch arbeitete er weiter an seiner Geschichte Sachsens.
Horn gilt als einer der ersten Historiker, die die Geschichte Sachsens anhand von Urkunden erarbeiteten. Seine Arbeit soll sich durch Gründlichkeit ausgezeichnet haben.

## Schriften (Auswahl)
- Erbauliche Nachrichten Von allerhand Irrthümern Derer Mahler So sie in Entwerffung der Biblischen Geschichte Alten und N. Testaments zu begehen pflegen. Frankfurt am Main/Leipzig 1723 (digitale-sammlungen.de).
- Umbständlicher Bericht von dem alten Osterländischen Marggraffthum Landsberg. Selbstverlag, Dresden/Leipzig 1725 (digitale-sammlungen.de).
- Princeps ex maioribus serenissimae et potentissimae domus Saxonicae felicissimus perinde ac gloriosissimus Henricus cognomento illustris Landgravius quondam Thuringiae e gente Buzicia primus Marchio Misnensis & Orientalis, Comes Palatinus Saxoniæ terræque Plinsensis Dominus etc. Georg Markus Knoch, Frankfurt am Main/Leipzig 1726 (digitale-sammlungen.de).
- Nützliche Sammlungen Zu einer Historischen Hand-Bibliothec von Sachsen und dessen incorporirten Landen. Neun Bände. Wolffgang Deer, Leipzig 1728–1736 (uni-goettingen.de).
- Lebens- und Heldengeschichte Des Glorwürdigsten Fürsten und Herren, Herrn Friedrichs des Streitbaren, weyland Landgrafens in Thüringen und Marggrafens zu Meissen etc. Dann auch Seines höchst-preißlichen Stammes Ersten Churfürstens zu Sachsen etc. Johann Friedrich Gleditschens seel. Sohn, Leipzig 1733 (digitale-sammlungen.de).
- Commentationes nonnullae in epistolam, quam Adelgotus Archiep. Magdeb. caeterique praesules. Deer, Dresden und Leipzig 1733.
- Unvorgreiffliche Anzeige, Was von dem Obrist-Reichs-Jägermeister-Amt, So denen Durchlauchtigsten Churfürsten zu Sachsen, als Marggrafen zu Meissen, zuständig, in Wahrheit zu halten. Deer, Leipzig 1736.